# Баднюк
Баднюк (удм. Бадьнюк) — деревня в Малопургинском районе Удмуртской республики.

## География
Находится в южной части Удмуртии на расстоянии приблизительно 15 км на запад-юго-запад по прямой от районного центра села Малая Пурга.

## История
Известна с 1924 года как починок с 8 дворами. Входила до 2021 года в состав Уромского сельского поселения.

## Население
Постоянных жителей было: 40 человек (1924 год), 9 в 2002 году (удмурты 100 %), 13 в 2012.